# Central Tongu District
Koordinaten: 6° 4′ N, 0° 30′ O
Der Central Tongu District ist ein Distrikt innerhalb der Volta Region im Osten Ghanas mit einer Gesamtfläche von 706 Quadratkilometern. Die größte Ortschaft ist Adaklu Waya. Der Distrikt hatte im Jahr 2021 83.803 Einwohner.

## Geographie
Der Central Tongu District grenzt im Norden  an den Adaklu District, im Nordwesten an den Ho West District, im Westen an den North Tongu District, im Süden an den South Tongu District. Im Osten liegt der Akatsi South District. Im Süden fließt der  Volta durch den Distrikt.